# Agesianax
Agesianax (en grec antic Ἀγησιάναξ) fou un poeta grec del que Plutarc en va preservar un bon fragment descriptiu sobre la lluna. No s'ha pogut establir si era part d'un poema èpic o didàctic.